# Impasse de Presles
L'impasse de Presles est une voie du 15e arrondissement de Paris.

## Situation et accès
L'impasse de Presles débute au no 22, rue de Presles et se termine en impasse.
Elle est desservie par la ligne 6 à la station Dupleix.

## Origine du nom

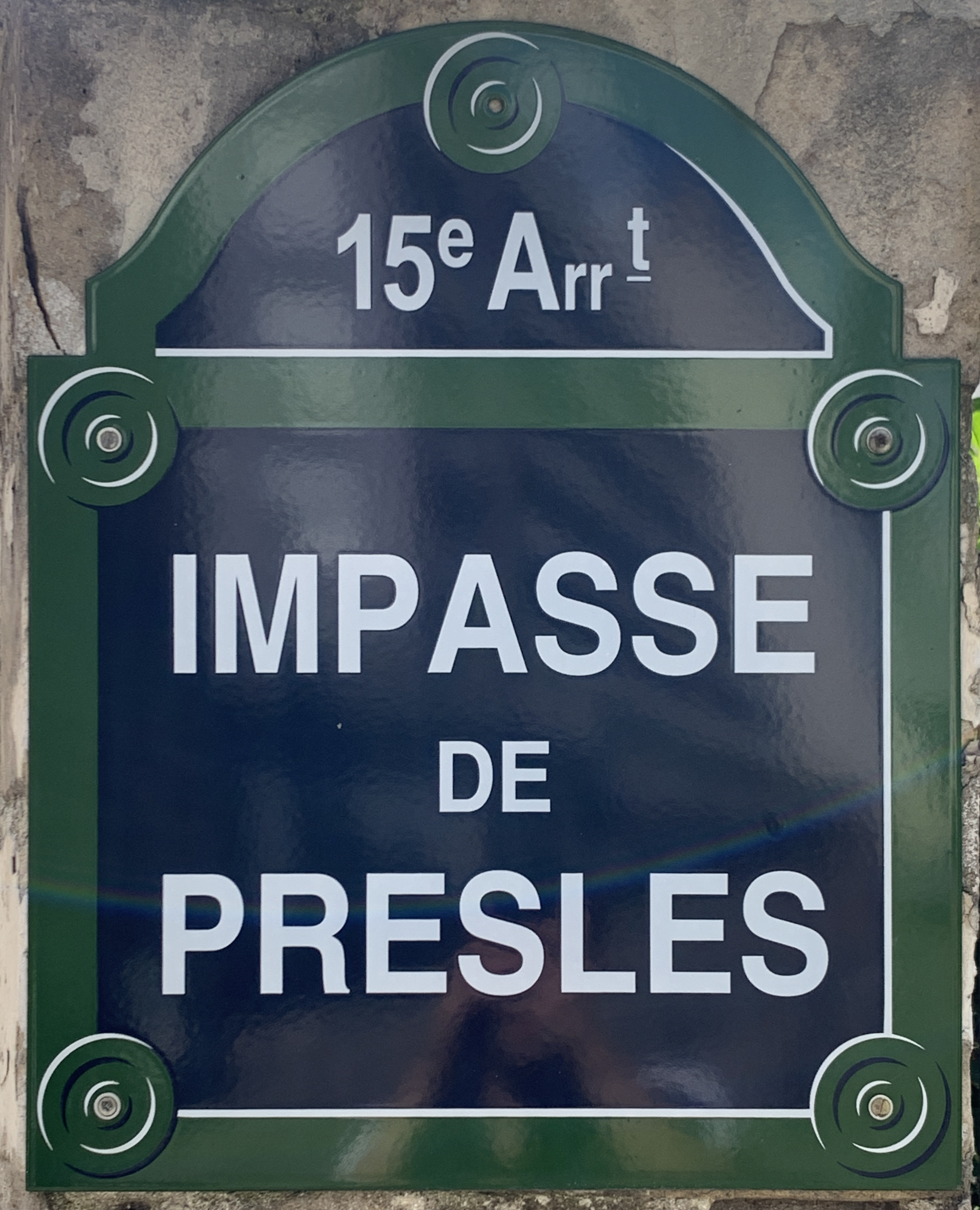
Plaque de l'impasse.

Elle porte le nom de Raoul de Presles (1270-1329), secrétaire de Philippe IV le Bel, fondateur du collège de Presles, en 1313. 

## Historique
Cette voie est créée vers 1845, sous le nom d'impasse Bayard en raison de son voisinage avec la rue Bayard-Grenelle (actuellement rue de Presles). Elle prend sa dénomination actuelle par un décret du 10 février 1875.
L'impasse délimite une partie du périmètre de la ZAC Dupleix.